# Бологое
Болого́е (на руски: Бологое) е град в Русия, административен център на Бологовски район, Тверска област.
Населението на града към 1 януари 2018 година е 21 158 души.